# SK Amateure Steyr
Der SK Amateure Steyr ist ein Fußballverein aus der oberösterreichischen Bezirksstadt Steyr in Österreich und gehört zu den traditionsreichsten Vereinen seines Bundeslandes. In seiner langen Vereinsgeschichte spielte der SK Amateure zwei Saisonen in der Gauliga-17-Ostmark, wurde sieben Mal oberösterreichischer Landesmeister und brachte mit Wilhelm Harreither und Helmut Köglberger zwei Nationalspieler hervor.

## Geschichte

### Gründungsgeschichte
Der Verein wurde am 17. Februar 1920 unter dem Namen Sportklub Freiheit Steyr gegründet. Bei der Gründungsversammlung im Wartesaal des Lokalbahnhofs wurden auch die heute noch gültigen Klubfarben Blau und Weiß festgelegt.
Der Beginn des Fußballspiels gestaltete sich für den jungen Verein noch etwas chaotisch. Die Dressen der Mannschaft, damals noch mit langen Hosen, wurden durchwegs von den Müttern der Fußballer genäht. Auf dem Fußballplatz neben der Industrieanlage (heutiger Vorwärts-Platz) mussten anfangs Fichten-Stangen als Torbegrenzungen aufgestellt werden. Ihr erstes Spiel trugen die Steyrer Kicker im Frühjahr 1921 auswärts gegen Germania Linz aus. Die Anreise zum Match bewältigen die Fußballer mit ihren Fahrrädern bis St. Florian und von dort mit der Elektrischen Eisenbahn bis nach Urfahr. Dieses vereinshistorische Spiel endete mit einem 2:2-Remis und stellte somit einen gelungenen Auftakt dar.
In der Saison 1922/23 spielte der SK Freiheit Steyr erstmals in der oberösterreichischen 1. Klasse um die Meisterschaft mit und belegte mit vier Siegen immerhin den sechsten und vorletzten Rang vor dem ASK Sparta aus Linz. Oberösterreichischer Landesmeister wurde in diesem Spieljahr der SK Vorwärts Steyr. Die erste Begegnung und damit das erste Derby gegen den 1919 gegründeten Stadtrivalen fand im Jahr 1923 statt. Die Blau-weißen gewannen das Spiel mit 3:1 und erhielten von den Unterlegenen als Siegespreis fünf Doppelliter Most und 30 Salzstangen. Im Mai 1923 erfolgte die Umbenennung des Fußballklubs in SK Amateure Steyr. In den beiden folgenden Jahren belegte man jeweils nur den letzten Tabellenrang und musste aus der 1. Klasse absteigen.

### Erste Erfolge
Nach der Rückkehr in die höchste Spielklasse Oberösterreichs im Jahr 1930, aus der grundsätzlich bis 1938 kein Aufstieg in die bundesweite höchste Spielstufe möglich war, etablierten sich die Amateure bald in den vorderen Rängen. 1935 kam man zum ersten Mal in das Endspiel um den Oberösterreichischen Landespokal, unterlag dort aber dem Linzer ASK mit 0:2. In der Saison 1937/38 verlor man im oberösterreichischen Landespokalfinale gegen Vorwärts Steyr knapp mit 2:3, feierte aber in der Bezirksliga Oberdonau erstmals den Gewinn des Landesmeistertitel vor dem punktegleichen Sportclub Hertha Wels und stieg damit neben den Meistern Niederdonaus und der Steiermark in die Gauliga, der zu dieser Zeit höchsten Spielstufe der Ostmark auf.

### Zwischen Gauliga und Landesklasse
In der ersten Meisterschaftsrunde 1938/39 trat der SK Amateure auswärts gegen den österreichischen Rekordmeister Rapid Wien an und bezog eine schmerzhafte 2:8-Niederlage. Wegen starkem Regen musste das Match allerdings in der zweiten Hälfte abgebrochen werden und wurde daraufhin vom Verband neu angesetzt. Im Wiederholungsspiel am 1. November 1938 unterlagen die Steyrer den Hütteldorfern äußerst unglücklich mit 3:4.  Neben teilweise empfindlich hohen Niederlagen (2:9 gegen Amateure Fiat, 0:7 gegen Wacker Wien, 0:5 gegen Vienna) erreichte der SK Amateure Steyr nur zwei Siege gegen die Mitaufsteiger Grazer SC (2:0) und Wiener Neustadt (4:2). Mit vier Punkten aus 18 Spielen belegte der Verein den neunten Tabellenrang und stieg umgehend wieder in die Oberdonauer 1. Klasse ab.
In der Landesklasse feierte man 1940/41 erneute den Titelgewinn, verspielte den Aufstieg in die Gauliga jedoch bereits in der Qualifikation zur Aufstiegsrunde mit 2:4 und 2:1 gegen Austria Salzburg. In der Folgesaison wurde hinter der NSTG Budweis (České Budějovice) nur der zweite Rang belegt, doch bereits 1942/43 konnte knapp vor dem LSV Adlerhorst Wels erneut die Meisterschaft gewonnen werden. In der Aufstiegsrunde setzte man sich gegen die Konkurrenten 1. FFC Vorwärts 06 Wien und die auf Grund von Spielermangel neu entstandene Fußballgemeinschaft Salzburg klar durch. In der Meisterschaftsrunde der Gauliga 1943/44 erreichten die Steyrer einen 3:1-Erfolg gegen den FC Wien und ein 1:1-Remis im Auswärtsspiel beim Floridsdorfer AC. Die Niederlagen gegen die arrivierten Wiener Vereine fielen jedoch nicht mehr so hoch aus wie beim ersten Ausflug des Vereins in die höchste Liga. Aufgrund des Kriegsverlaufs wurden jedoch immer mehr Spieler zum Kriegsdienst eingezogen und die Steyrer mussten sich am 20. April 1944, zwei Runden vor Meisterschaftsschluss aus der Gauliga zurückziehen, da sie keine Mannschaft mehr aufbieten konnten. Nach dem Rückzug fusionierte man im April 1944 mit dem in einer ähnlichen Situation befindlichen SK Vorwärts zur "Fußballgemeinschaft Steyr" FG Steyr.

### Nachkriegserfolge
Nach der Auflösung des Fusionsvereins "FG Steyr" spielte der Sportklub Amateure bereits in der Saison 1945/46 wieder als eigenständiger Verein in der Oberösterreichischen 1. Klasse, der späteren Landesliga. In den Jahren 1946 und 1947 erreichte man jeweils das Finale im oberösterreichischen Landespokal. Während man 1946 gegen den Linzer ASK knapp mit 3:4 verlor, konnte man 1947 den Pokal mit einem 3:0-Erfolg im Endspiel gegen den ESV Westbahn Linz erstmals und bis heute einmalig für sich entscheiden.

### Pendeljahre zwischen Staatsliga B und Landesliga
In der Saison 1949/50 genügte dem SK Amateure ein vierter Rang in der Landesliga zum Aufstieg in die neu geschaffene österreichweite Staatsliga B. Nur wegen des schlechteren Torverhältnisses musste man bei Punktegleichheit mit SV Wimpassing und ASK Sparta Linz die zweite Spielstufe wieder verlassen, kehrte mit dem Titelgewinn der Landesliga in der Folgesaison aber wieder in die Staatsliga B zurück. Steyr konnte sich jedoch auch in der Saison 1952/53 nicht in der zweiten Staatsliga etablieren und stieg umgehend wieder ab.
1953 wurde dem Verein ihre ursprüngliche Heimanlage neben dem Industrieplatz gekündigt und Amateure zog auf die Rennbahn. Auf dieser desolaten Anlage mussten sich die Spieler erst selbst eine 100 Meter lange Wasserleitung verlegen um sich nach den Spielen duschen zu können. In den folgenden Jahren wurde jedoch auf der sogenannten Lauberleite eine Sportanlage geschaffen, die einen zeitgemäßen Komfort bot.
Als Landesmeister stiegen die Oberösterreicher 1953/54 zum letzten Mal in Staatsliga B auf,  mussten als Vorletzter der Saison 1954/55 aber wiederum den Gang in die Landesliga antreten. In dieser Spielklasse verblieb der Verein dann bis 1959.

### Die letzten großen Jahre  in der Regionalliga
1959/60 wurde mit dem ersten Platz in der Landesliga der Aufstieg in die neu eingeführte, zweitklassige Regionalliga vollzogen. Dort erreichte der SK Amateure zumeist einen guten Platz im Mittelfeld der Tabelle, war aber aufgrund mangelnder Spielstärke kein Aufstiegsfavorit. Unvergessen blieb aus dieser Zeit das Derby vom 18. April 1964 gegen Vorwärts Steyr. Mit 7:1 Toren wurden die rot-weißen Konkurrenten regelrecht abgefertigt, wobei  Karl Käfer mit 5 Toren einen großen Beitrag zu diesem Triumph leistete. Der Jubel der Amateure-Anhänger war dementsprechend groß. Unvergessen bleibt auch der damalige Trainer Hans Wesp, der für Jahrzehnte das Vereins-Faktotum des SK Amateure darstellte.
Die Saison 1968/69 verlief für den Verein äußerst unglücklich. Am Ende stand, gemeinsam mit dem rot-weißen Stadtrivalen, der Abstieg in die Landesliga.

### Abstieg in die Landesliga
In der Landesliga belegte man im Jahr 1970 mit einem Punkt Rückstand auf Vorwärts den zweiten Rang. Danach spielte man sich bis 1975 zumeist auf einen mittleren Tabellenrang. 1975/76 konnte überraschend der Meistertitel in der Spielklasse erobert werden, der Aufstieg in die Nationalliga (der damaligen zweiten Spielstufe in Österreich) wurde jedoch in den Relegationsspielen gegen den Kärntner Verein SC Amateure St. Veit/Glan vergeben. Im selben Jahr überschattete ein Schicksalsschlag die Lauberleite. Bei einem Trainingsunfall wurde der Amateure-Spieler Rudolf Lindlgruber so schwer am Auge verletzt, dass er erblindete. Im Sommer 1976 wurde außerdem mit "Pluskauf" (eine österreichische Kaufhauskette) erstmals ein Sponsor in den Vereinsnamen aufgenommen.
Während der 1980er Jahre spielte man sich wieder in die mittleren Tabellenränge, bevor der Verein 1989 mit dem dritten Rang wieder etwas näher am Aufstieg war. 1990 und 1991 belegte der Klub jeweils den zweiten Rang und scheiterte nur am späteren Bundesligaverein SV Ried. In den darauffolgenden Jahren verließen immer mehr gute Spieler den Verein und die Amateure konnten mit ihren Konkurrenten nicht mehr mithalten.

### Der tiefe Fall durch die Fußballklassen
1996 kam es mit dem letzten Platz in der Landesliga schließlich sogar zum erstmaligen Abstieg in die fünftklassige 2. Landesliga Ost. In dieser Spielklasse traf man anstatt der bisher bekannten Gegner auf Vereine wie Königswiesen, Pichling und den Amateuren des SK Vorwärts Steyr. 2001/02 folgte dann mit dem Abstieg in die Bezirksliga Ost der nächste negative Höhepunkt in der langen Vereinsgeschichte. Doch selbst mit diesem Abstieg war der tiefe Fall durch die Fußballklassen noch nicht beendet. Amateure Steyr belegte auch hier nur den vorletzten Platz und fand sich in der Saison 2003/04 in der 1. Klasse Ost, der siebenten Spielstufe, wieder.

### Die aktuelle Situation
Nach dem Ausscheiden von Vorwärts Steyr aus der Bundesliga wurden seit den späten 1990er Jahren vermehrt Fusionsgespräche mit dem Stadtrivalen geführt. Letztlich scheiterten jedoch alle Versuche eines erneuten Zusammenschlusses zu einem FC Steyr. Der neue Präsident Michael Petermair rüttelte den blau-weißen Geist wieder wach, verpflichtete prominente Trainer und pocht auf die Eigenständigkeit des Vereins. 
Zum 85-jährigen Vereinsjubiläum erwiesen im Juni 2005 die beiden Oberhausmannschaften SV Ried und LASK dem SK Amateure Steyr mit einem oberösterreichischen Derby ihre Aufwartung. Der LASK gewann das Spiel durch ein Tor seines neuen Stars Ivica Vastić mit 1:0.
Derzeit (Stand: Saison 2022/23) tritt die Kampfmannschaft des SK Amateure in der sechstklassigen Bezirksliga Ost des Oberösterreichischen Fußballverbandes an.

## Erfolge
- 1 × Meister 2. Klasse Ost: 2007/08
- 2 Erstligateilnahmen: 	1939, 1944 (Gauliga)
- 7 × Oberösterreichischer Landesmeister:	1938, 1941, 1943, 1952, 1954, 1960, 1976
- 1 × Oberösterreichischer Landespokalsieger:	1947
- 3 × Oberösterreichischer Landespokalfinalist:	1935, 1938, 1946

## Bekannte Spieler
- Wilhelm Harreither (13 Länderspiele für den Linzer ASK von 1967 bis 1970)
- Helmut Köglberger (28 Länderspiele für den Linzer ASK und Austria Wien von 1965 bis 1976)